# Sedilia (geslacht)
Sedilia is een geslacht van weekdieren uit de klasse van de Gastropoda (slakken).

## Soorten
- Sedilia compacta Faber, 2011
- Sedilia sedilia (Dall, 1890) †